# 東京家政學院大學
東京家政學院大學（日语：／）是位於日本東京都的私立女子大學。1963年成立。
創辦者為大江スミ，與此同時設立的還有筑波學院大學（舊「東京家政學院筑波女子大學」）。大學院中男女共校。
現在的教育理念是：知性（Knowledge）、徳性（Virtue）、技能（Art）首字母組成的所謂的KVA精神。

## 專業
- 現代生活學部（2010年4月設）
  - 現代家政學科
  - 健康榮養學科
  - 生活設計學科
  - 兒童學科
  - 人間福祉學科
- 家政學部（停止招生）
  - 現代家政學科
  - 健康榮養學科
  - 住居學科
  - 兒童學科（2005年4月設）
- 人文學部（停止招生）
  - 日本文化學科
  - 工藝文化學科
  - 人間福祉學科
    - 社会福祉専攻
    - 介護福祉専攻
    - 文化情報學科
    - 文化情報専攻
    - 比較文化専攻

## 附属機構
- 生活文化博物館
- 附属圖書館
- 大江文庫